# Love (roman)
Pour les articles homonymes, voir Love.
Love (Love), publié en 2003, est un roman de l'écrivaine américaine Toni Morrison.

## Résumé
Le récit commence dans les années 1995, quand une jeune fille à tenue inadaptée au climat demande la maison de Mrs Cosey, à Sandler, au début de Monarch Street.
Sandler est un retraité, dont l'épouse Vida travaille à l'hôpital, et prépare des plateaux repas pour diverses personnes désormais incapables de les préparer.
Leur fille Dolly, en ménage avec X, vit au loin. Le petit-fils, Roman, 14 ans, scolarisé, vit chez les grands parents, et effectue des petits travaux dans la maison Cosey.
Mrs Heed Cosey recrute une personne de confiance pour rédiger une histoire de la famille, des petits soins, une compagnie, et Junior cherche absolument un travail non dangereux. Elle cohabite avec Christine depuis vingt ans dans une sorte de haine réciproque, toutes deux acharnées à tenter d'approfondir l'héritage de William Cosey, grand-père de Christine, et époux de Heed, quitte à rédiger un faux testament. Le travail de mémoire s'avère plus compliqué, dans l'enchevêtrement des récits, dans ces chapitres aux titres énigmatiques : Le portrait, L'ami, L'inconnu, Le bienfaiteur, L'amant, Le mari, Le gardien, Le père, Le fantôme.
La famille Cosey, c'est « une longue lignée d'esclaves tranquilles et prospères, puis d'affranchis économes, [...] des entrepreneurs indépendants, [...] profil bas, pas de vantardise, pas d'effronterie » (p. 213). Cette légende familiale au moins justifie le succès de William, qui achète dans les années 30 un club délabré « réservé aux blancs », qu'il destine à devenir un hôtel-restaurant-club pour noirs riches et intelligents, pour contredire l’histoire. La réussite est là, pendant près de trente ans, et il sait être mari, amant, père, bienfaiteur au service de la communauté noire.
Heed comprend aussitôt « ce que cette belle plante en chaleur mijotait : comment duper une vieille femme arthritique, comment l'utiliser pour satisfaire ses propres désirs » (p. 117). Elle reconnaît en elle certaines de ses caractéristiques : cupide, rusée, intelligente, forte. Et le seul garçon à fréquenter la maison est Romen...
May est la fille d'un pasteur.
Le Mouvement afro-américain des droits civiques et de déségrégation affole May, qui se met à avoir peur de Huey P. Newton, de Malcolm X, des Black Panthers et donc de sa fille, et se met à faire des stocks d'un peu tout et qu'elle se dépêche de dissimuler, d'enfouir.
Sa fille Christine est vite traumatisée quand son amie d'enfance, Heed, semi-analphabète, d'une famille plus que misérable, fait la connaissance de son grand-père, et très vite l'épouse. Elle participe autant que les autres à tenter de la mettre de côté, en vain. Son parcours est assez catastrophique : « son glissement de l'état de petite fille gâtée à celui de sans-abri fatiguée n'avait été ni lent ni secret » (p. 139).
Heed, pas encore pubère, à onze ans, est épousée par William. Elle ne dispose presque d'aucun repère. Elle devient très vite une « adulte méchante ». Et en 1945 « nous étions devenus la famille de couleur la plus importante de Silk, et pas la moindre remarque de la part de la moindre bouche blanche » (p. 195).
La presque totalité des personnages sont des Afro-Américains qui traversent les années 1930-1995 dans le sud-est des États-Unis.

## Personnages
- William Cosey (1890-1971), directeur d'hôtel dans les années 1903-1960, ruiné en 1964
  - Daniel Robert Cosey, son père, surnommé Danny Boy ou DR" ou Donneur, enrichi comme indic de tribunal [p. 107)
  - Julia, sa première épouse, longtemps malade
  - Heed, seconde épouse dès 1942
  - notes testamentaires sur un menu du restaurant de l'hôtel, en 1958
- Billy Boy (vers 1910-1935), fils de William et Julia, mort de pneumonie foudroyante
- May (1910-1976), fille de pasteur, « cette pauvreté noire si familière », épouse de Billy Boy
- Christine, née en 1930
  - fille de May et de Billy Boy
  - meilleure amie d'enfance d'Heed
  - envoyée à Maple Valley (Vallée d'érable(s)) à 13 ans en pension
  - 1947, retour de Maple Valley, pour fêter son 16e anniversaire, son diplôme et la nouvelle maison, et renvoyée ailleurs à la suite d'un début d'incendie par Heed
  - entrée chez Malina, et son établissement pour femmes dans le besoin, avec visiteurs-clients
  - épouse le caporal Ernest Holder, qu'elle suit en Allemagne
  - son amie Anna Krieg, autre femme de soldat américain en Allemagne
  - la relation avec Fruit, de 8 ans plus jeune, pendant neuf ans, et leur groupe d'activistes, après l'assassinat d'Emmett Till, dans la mouvance du Mouvement afro-américain des droits civiques
  - retour chez Malina
  - 1973-1975 : compagne du docteur Kenny Rio (de 20 ans plus âgé) en tant que Cutty Sark, puis dont elle saccage la Cadillac,après avoir été expulsée de l'appartement de Tremaine Avenue
  - 1975 ou 1976 : retour à la maison, 1 Monarch Street
  - son avocate, Gwendolyn Eats
- Heed (the Night) Johnston, née en 1931
  - meilleure amie de Christine
  - mariée en 1942
  - dont les frères ont été noyés par les « Grands-Méchants-Policiers » (p. 168)
  - enceinte en 1958 de Knox Sinclair, venu à l'hôtel pour l'enterrement de son frère, jamais reparu
  - brûlure des mains en 1965 par giclée de graisse chaude manipulée par May
- L, domestique de la maison Cosey, dès ses 14 ans, et qui menace de démissionner en 1947 si Cosey est encore violent avec son épouse Heed
- Celestial, grande fine cicatrice au visage, bien connue de William Cosey
- Sandler Gibbons, avec ridicule pension, de milieu pauvre, mais compagnon de parties de pêche à deux avec William Cosey
  - Vida Gibbons, travaillant en hôpital et assurant le repas en portage à domicile de 14 personnes
  - leur fille Dolly, et son compagnon Plaquemain, tous deux vivant au loin
  - leur petit-fils, Romen (1981-), avec quelques problèmes à l'école, et quelques travaux à la maison Cosey
- Junior Viviane, assez bizarre, dingue
  - fille de Vivian et sans doute pas de son mari Ethan, comme ses quatre garçons
  - confinée à la Colonie, mais tenue par ses oncles et Vosh
  - bonne élève à l'école, et en amitié avec Peter Paul Fortas
  - en fuite dès 14 ou 15 ans, puis placée en Centre avec école
  - à 15 ans, élève modèle, elle pousse l'administrateur (vieux au moins trentenaire), braguette ouverte, depuis le balcon du premier étage
  - 3 ans en maison de correction, pour meurtre
- Buddy Silk, le shériff de Silk, positif avec les Cosey, au contraire de son fils Boss Silk, shériff, responsable de la ruine de William Cosey

## Accueil
Le public francophone apprécie ce « récit choral, porté par les voix entremêlées de nombreux personnages, tous témoins de quelques parcelles de la triste histoire de Christine et Heed ».
« L’Histoire racontée paraît un cauchemar, une oppressante impression d’urgence, dans un temps figé »
« Ce livre est presque un huis-clos. Un homme (Bill Cosey) en occupe le centre. Il est merveilleux, beau, riche, bon et généreux. Il est aimé et respecté de tous. Autour de lui, gravite un cortège féminin, des femmes dévouées, attendries, attentives au moindre de ses désirs, amoureuses et qui se jalousent les unes les autres. Ce sont Heed, Christine, May, L. et Vida, qu'on apprend à connaître au fil des pages. Leur histoire, d'abord confuse (ou affreusement simple, banale), se dessine petit à petit, se complexifie aussi.  ».